# 心鳍鞭乌贼
心鳍鞭乌贼（学名：Mastigoteuthis cordiformis）为鞭乌贼科鞭乌贼属的动物。分布于日本骏河湾、菲律宾群岛、苏门答腊岛、印度洋逆流区，包括南海等海域，生活环境为海水，多栖息于暖水中层水域300-700米多。其生存的海拔范围为-700至-300米。该物种的模式产地在苏门答腊岛。